# Sáttítla Highlands National Monument

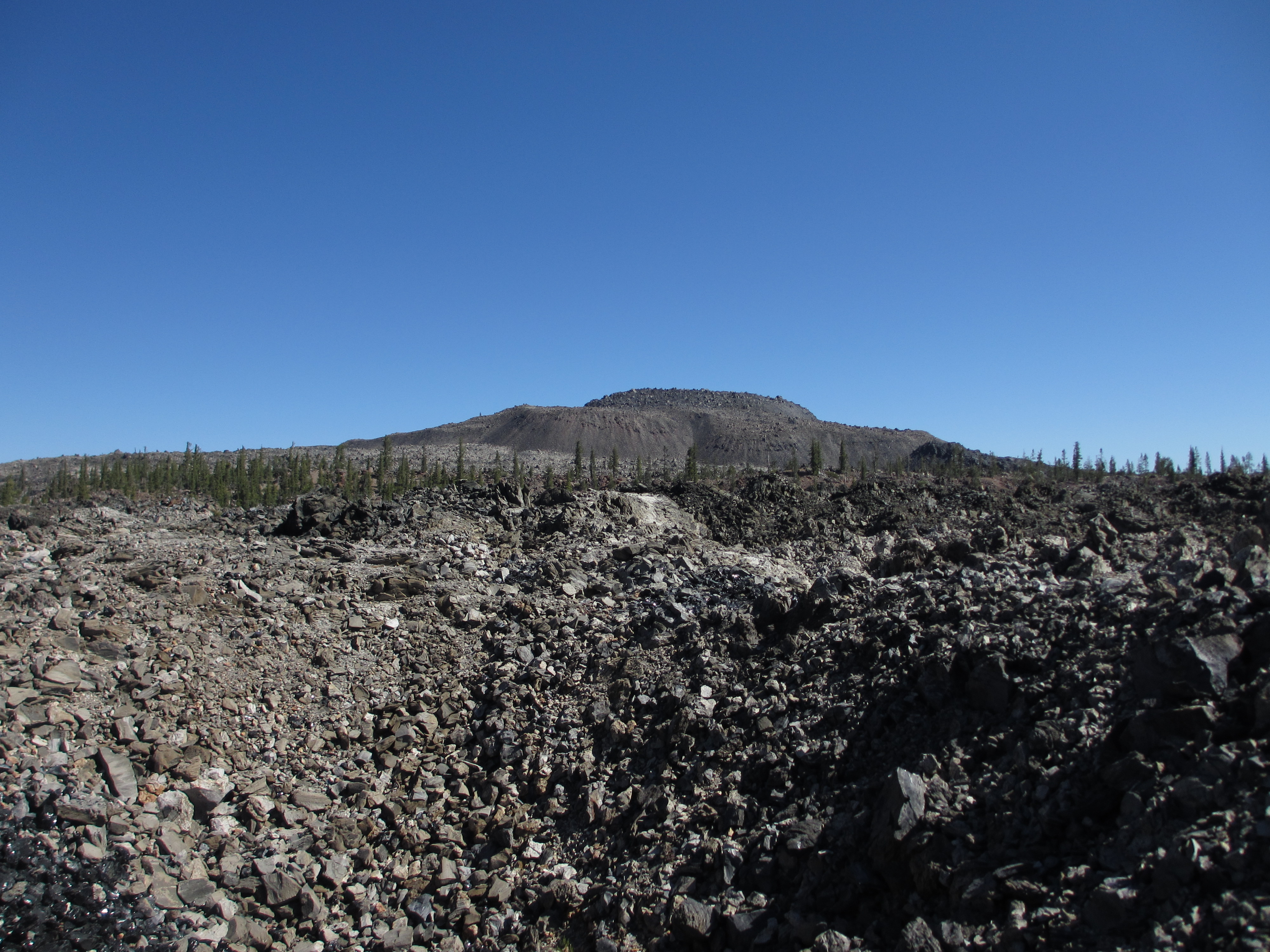
Glass Mountain im Sáttítla Highlands National Monument

Satellitenaufnahme mit dem Monument; Medicine Lake in Bildmitte

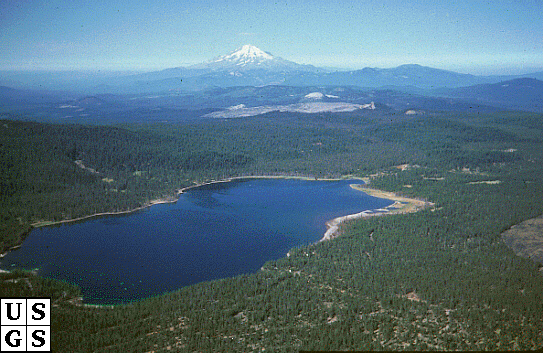
Medicine Lake mit Umgebung

Das Sáttítla Highlands National Monument ist ein US-amerikanisches National Monument um den Medicine Lake Volcano in der Kaskadenkette im Siskiyou County im Norden von Kalifornien. Es wurde durch Präsident Joe Biden durch eine Presidential Proclamation am 14. Januar 2025 mit einer Flächengröße von 224.676 Acres (909,2 km²) ausgewiesen. Das National Monument umfasst Landflächen im Eigentum der US-Regierung. Das National Monument wird vom United States Forest Service und von Indianerstämmen betreut. Das Schutzgebiet soll seltene Flora und Fauna sowie unterirdische Grundwasserleiter im Quellgebiet lebenswichtiger Wasserquellen schützen. 

## Infos zum National Monument
Im National Monument liegen immer noch Privatgrundstücke und diese sind nicht Teil vom National Monuments. Diese Privatgrundstücke können nur Teil des National Monuments werden, sofern sie freiwillig von den Vereinigten Staaten erworben werden können. Erwirbt der Bund Privatgrundstücke innerhalb des National Monument, so werden diese Grundstücke Teil des Schutzgebietes. Die Ausweisung des National Monuments hat keinen Einfluss auf die Rechte von Eigentümern von Grundstücken, welche sich nicht im Eigentum der USA befinden im oder an den Grenzen des Schutzgebietes. Bei der Errichtung des Schutzgebietes wurden auch bestehende Weiderechte privater Rinderfarmen auf dem Land im Bundeseigentum bestätigt.

## Ausweisungsgeschichte
Der Pit River Indianerstamm hatte sich an die Spitze der Forderungen nach einem Schutz des Landes gestellt. Im September 2024 brachte Senator Alex Padilla mit Unterstützung von Senatorin Laphonza Butler ein Bundesgesetz zur Schaffung des Monuments ein.
Die kalifornische Legislative verabschiedete einstimmig eine Resolution zur Unterstützung des Monuments. Der Forest Service veranstaltete im Dezember 2024 eine öffentliche Sitzung über das vorgeschlagene Monument.
Präsident Biden wollte das National Monument zusammen mit dem Chuckwalla National Monument ausweisen. Biden wollte dies ursprünglich auf einer Veranstaltung im Coachella Valley am 7. Januar tun, die jedoch der Waldbrände in Südkalifornien im Januar 2025 abgesagt wurde und auf den 14. Januar im Weißen Haus verschoben wurde.
Am 15. März 2025 signalisierte Präsident Donald Trump, dass er die Einrichtung des Sáttítla Highlands National Monument und des Chuckwalla National Monument rückgängig machen würde, da sie riesige Landflächen für die wirtschaftliche Entwicklung und die Energieerzeugung sperren. Der Innenminister Doug Burgum erließ am Tag seiner Vereidigung einen Anordnung, der eine sofortige 15-tägige Überprüfung aller National Monumente und ähnlicher Gebiete auf ihr Energie- und Mineralienpotenzial anordnete. In einer Rede vor einer nationalen Konferenz von Stammesführern ein paar Wochen später sagte er, dass sie die Nationalparks und National Monumente nicht ändern würden. Mehr als 800 000 Menschen haben eine Petition unterzeichnet, die die Einrichtung der beiden kalifornischen Schutzgebiete und anderer fordert.

## Geografie
Im National Monument liegen der Medicine Lake Volcano und das umliegende Hochland im Klamath National Forest, im Shasta-Trinity National Forest und im Modoc National Forest. Teile vom Wanderweg Volcanic Legacy Scenic Byway liegen im Sáttítla Highlands National Monument.